# Euphrasia drosocalyx
Euphrasia drosocalyx là loài thực vật có hoa thuộc họ Cỏ chổi. Loài này được Freyn mô tả khoa học đầu tiên năm 1894.